# Albrecht von Heßberg
Albrecht III von Hessberg (mort le 22 octobre 1382 probablement à Wurtzbourg) est un religieux allemand.

## Biographie
Albrecht III vient de la maison de Heßberg (de), originaire de Thuringe et de la Franconie. Un autre membre de la famille, Heinrich, fut évêque de Wurtzbourg de 1202 à 1207.
Albrecht est capitulaire en 1332. Il est aussi juge et participe en 1338 à la libération d'Ochsenfurt de Lupold von Nordenberg. De 1356 à 1360, il est sans doute prévôt, soutenu par le cardinal Pierre de La Forest et œuvre comme un chanoine et un archidiacre. Il est aussi prévôt à la collégiale de St. Gumbertus à Ansbach.
Après la mort de Albrecht von Hohenlohe, le diacre de Bamberg Withego Hildbrandi est élu évêque de Wurtzbourg à la majorité des voix du chapitre ; Albrecht von Heßberg est en minorité. Avec le soutien de Charles IV, le pape Grégoire XI ne tient pas compte de cette élection et choisit l'évêque de Naumbourg Gerhard von Schwarzburg. Alors que Withego Hildbrand devient évêque de Naumbourg, le nouvel évêque de Wurtzbourg doit écarter Albrecht von Heßberg. Les partisans de ce dernier, des citoyens de Wurtzbourg et des nobles voisins comme les margraves Frédéric III ou Guillaume Ier de Misnie, arrêtent de le soutenir face à la décision du pape. L'empereur impose une mise au ban de la ville et d'Albrecht à l'été 1373. Albrecht se réfugie sur ses terres à Trimburg (de) et à Werneck. En 1376, il se réconcilie avec l'évêché de Wurtzbourg.

## Source, notes et références
- (de) Cet article est partiellement ou en totalité issu de l’article de Wikipédia en allemand intitulé « Albrecht III. von Heßberg » (voir la liste des auteurs).